# Abdoul Salam Sow
Abdoul Salam Sow (Conacri, 13 de agosto de 1970) é um ex-futebolista profissional guineense que atuava como meia.

## Carreira
Abdoul Salam Sow representou o elenco da Seleção Guineense de Futebol no Campeonato Africano das Nações de 2004.